# NH Collection Open 2014
Het NH Collection Open is een golftoernooi van de Europese PGA Tour en de Europese Challenge Tour. De resultaten tellen mee voor de Race To Dubai (R2D), de Challenge Tour Ranking (CTR) en in 2014 ook voor de Ryder Cup-rankings.
Spanje heeft in 2014 eindelijk naast het Spaans Open weer een tweede toernooi op de jaarkalender gezet. De eerste editie van het NH Collection Open is van 3-6 april 2014 en wordt gespeeld op de baan van de La Reserva Club de Golf, de nieuwste baan van Sotogrande, een ontwerp van Cabell Robinson. Hoofdsponsor is het NH Hotel Sotogrande, dat tussen de baan van Sotogrande en de baan van Valderrama ligt. Het prijzengeld is € 600.000.
Het spelersveld bevat 44 voormalige winnaars, inclusief Simon Dyson, Niclas Fasth en Thomas Levet, die ieder zes overwinningen op hun naam hebben staan.

## Verslag
Ronde 1
Het was slechte weer op Sotogrande en de starttijden moesten aangepast worden. Niet alle spelers konden ronde 1 op donderdag afmaken. Ronde 1 werd vrijdagochtend afgemaakt. Daan Huizing was donderdag op hole 10 gestart en na vijf holes op -2, maar maakte vrijdagochtend enkele bogies en kwam met 75 binnen. Er waren 36 spelers met een score van 72 of beter. Thomas Pieters startte vrijdag na 4 uur, Maarten Lafeber en Wil Besseling later.
Ronde 2
De starttijden van ronde 2 waren vanaf 10:40 uur. Er stond wind, maar het was droog. Lafeber maakte een ronde van 69 en eindigde op een totaal van +3. Niet alle spelers konden de 2de ronde afmaken, maar het leek erop dat de cut +4 zou worden. Huizing, Luiten en Pieters zaten daar ruim boven.

Marc Warren scoorde in zijn 20ste ronde van dit seizoen voor de derde keer onder de 70. Hij kwam daarmee aan de leiding. David Horsey kwam op hole 13 ook op -5, maar kon zijn ronde niet afmaken. Het spelen werd om 21:07 pm gestopt wegens invallende duisternis. Zaterdagochtend kwamen David Horsey en Bradley Dredge ook op -5 voor een gedeelde eerste plaats.
Ronde 3
Er bleven 68 spelers over, de cut was 148 (+4). Ronde 3 werd op twee tee's gestart om de verloren tijd in te halen.
Ronde 4
Het werd een eerste overwinning op de Europese Tour voor rookie Marco Crespi, Hij steeg hiermee ongeveer 90 plaatsen op de wereldranglijst. Hij zette ook een record op zijn naam: hij was de oudste rookie in de geschiedenis van de Europese Tour, die zijn eerste overwinning behaalde (35 jaar en 152 dagen). Na Matteo Manassero is hij de tweede Italiaanse rookie die een toernooi won. Door deze overwinning mag hij tot eind 2015 op de Europese Tour spelen.

Lafeber maakte zijn beste score van de week met 7 birdies en 3 bogeys en bleef in de top-10 van de Challenge Tour Rankings.
- Scores

| Naam                | CTR | R2D | OWGR | Score R1 | Score R1 | Nr   | Score R2 | Score R2 | Totaal | Nr  | Score R3 | Score R3 | Totaal | Nr  | Score R4 | Score R4 | Totaal | Nr  |
| ------------------- | --- | --- | ---- | -------- | -------- | ---- | -------- | -------- | ------ | --- | -------- | -------- | ------ | --- | -------- | -------- | ------ | --- |
| Marco Crespi        | 1   | 96  | 258  | 70       | -2       | T2   | 73       | +1       | -1     | T7  | 66       | -6       | -7     | 2   | 69       | -3       | -10    | 1   |
| Jordi García Pinto  | 2   | =   | 518  | 73       | +1       | T    | 70       | -2       | -1     | T   | 71       | -1       | -2     | T12 | 66       | -6       | -8     | T2  |
| Richie Ramsay       |     | 145 | 155  | 71       | -1       | T6   | 72       | par      | -1     | T   | 69       | -3       | -4     | T5  | 68       | -4       | -8     | T2  |
| Matthew Nixon       |     | 139 | 449  | 72       | par      |      | 71       | -1       | -1     | T7  | 65       | -7       | -8     | 1   | 73       | +1       | -7     | T4  |
| Felipe Aguilar      |     | =   | 208  | 71       | -1       | T6   | 69       | -3       | -4     | T4  | 70       | -2       | -6     | T3  | 71       | -1       | -7     | T4  |
| Marc Warren         |     | 118 | 139  | 72       | par      | T6   | 67       | -5       | -5     | T1  | 75       | +3       | -2     | T12 | 68       | -4       | -6     | T6  |
| Adrian Otaegui      |     | 141 | 314  | 71       | -1       | T6   | 69       | -3       | -4     | T4  | 72       | par      | -4     | T5  | 70       | -2       | -6     | T6  |
| Bradley Dredge      | 8   | =   | 1001 | 70       | -2       | T2   | 69       | -3       | -5     | T1  | 78       | +6       | +1     | T22 | 66       | -6       | -5     | T10 |
| Tjaart Van der Walt | 10  | 142 | 308  | 70       | -2       | T2   | 73       | +1       | -1     | T7  | 69       | -3       | -4     | T5  | 72       | par      | -4     | T12 |
| David Horsey        |     | 67  | 188  | 71       | -1       | T6   | 68       | -4       | -5     | T1  | 73       | +1       | -4     | T5  | 72       | par      | -4     | T12 |
| Maarten Lafeber     | 9   |     | 788  | 78       | +6       | T95  | 69       | -3       | +3     | T47 | 73       | +1       | +4     | T43 | 68       | -4       | par    | T28 |
| Sihwan Kim          |     | 125 | 304  | 70       | -2       | T2   | 76       | +4       | +2     | T38 | 70       | -2       | par    | T20 | 74       | +2       | +2     | T35 |
| Jack Doherty        | 56  | 202 | 886  | 69       | -3       | 1    | 74       | +2       | -1     | T7  | 77       | +5       | +4     | T43 | 73       | +1       | +5     | T54 |
| Wil Besseling       | 32  |     | 528  | 79       | +7       | T117 | 72       | par      | +7     | MC  |          |          |        |     |          |          |        |     |
| Daan Huizing        |     | 147 | 219  | 75       | +3       | T70  | 78       | +6       | +9     | MC  |          |          |        |     |          |          |        |     |
| Thomas Pieters      |     | 189 | 1129 | 75       | +2       | T67  | 82       | +10      | +13    | MC  |          |          |        |     |          |          |        |     |
| Tim Sluiter         |     |     | 465  | 81       | +9       | T136 | 77       | +5       | +14    | MC  |          |          |        |     |          |          |        |     |

| Leider |  | Toernooirecord |  | MC = missed cut = cut gemist |  | CTR |  | R2D |  | OWGR |

## Spelers
| - Carlos Aguilar - Felipe Aguilar - Björn Åkesson - Byeong-hun An - Phillip Archer - Connor Arendell - Jason Barnes - Adrien Bernadet - Wil Besseling - Lucas Bjerregaard - Cyril Bouniol - Kristoffer Broberg - Daniel Brooks - Steven Brown - Jorge Campillo - Alejandro Cañizares - Marco Crespi - Jens Dantorp - Rhys Davies - Carlos Del Moral - Matteo Delpodio - Chris Doak - Jack Doherty - Agustin Domingo - Bradley Dredge - David Drysdale - Edouard Dubois - Simon Dyson - Johan Edfors - Jamie Elson - Nacho Elvira - Edouard Espana - Jens Fahrbring - Niclas Fasth - Alastair Forsyth | - Mark Foster - Lorenzo Gagli - Jordi García del Moral - Jordi García Pinto - Daniel Gaunt - Adam Gee - John Hahn - Anders Hansen - JB Hansen - Grégory Havret - James Heath - David Horsey - David Howell - Daan Huizing - Jeppe Huldahl - Daniel Im - Scott Jamieson - Lasse Jensen - Michael Jonzon - Alexandre Kaleka - Rikard Karlberg - Dodge Kemmer - Lloyd Kennedy - Simon Khan - Maximilian Kieffer - Sihwan Kim - Jason Knutzon - Espen Kofstad - Mikko Korhonen - Maarten Lafeber - Joakim Lagergren - José Manuel Lara - Peter Lawrie - Craig Lee - Jesus Legarrea | - Niklas Lempke - Thomas Levet - Alexander Levy - Tom Lewis - Thomas Linard - Gary Lockerbie - Shane Lowry - Mikael Lundberg - Stuart Manley - Andrew Marshall - Andrew McArthur - Damien McGrane - Jamie McLeary - James Morrison - Matthew Nixon - Thomas Nørret - Pedro Oriol - Adrian Otaegui - Chris Paisley - Brinson Paolini - John Parry - Andrea Pavan - Eddie Pepperell - Kevin Phelan - Thomas Pieters - Phillip Price - Niccolo Quintarelli - Richie Ramsay - Bernd Ritthammer - Victor Riu - Eduardo de la Riva - Robert Rock - Jake Roos - Adrien Saddier - Ricardo Santos | - Zane Scotland - Callum Shinkwin - Marcel Siem - Joel Sjöholm - Patrik Sjöland - Lee Slattery - Tim Sluiter - Gary Stal - Oscar Stark - Duncan Stewart - Brandon Stone - Graeme Storm - Andy Sullivan - Simon Thornton - Steven Tiley - Mark Tullo - Tjaart Van der Walt - Alvaro Velasco - Simon Wakefield - Sam Walker - Anthony Wall - Paul Waring - Marc Warren - Peter Whiteford - Pontus Widegren - Bernd Wiesberger - Oliver Wilson - Chris Wood Invitaties - Johan Edfors - Santiago Luna - Phillip Price - Marc Warren |

2014
 South African Open Championship ·
 Alfred Dunhill Championship ·
 Nedbank Golf Challenge ·
 Hong Kong Open ·
 Nelson Mandela Championship ·
 Volvo Golf Champions ·
 Abu Dhabi Golf Championship ·
 Commercialbank Qatar Masters ·
 Dubai Desert Classic ·
 Joburg Open ·
 Africa Open ·
 WGC-Accenture Match Play Championship ·
 Tshwane Open ·
 WGC-Cadillac Championship ·
 Trophée Hassan II ·
 EurAsia Cup ·
 NH Collection Open ·
 The Masters ·
 Maybank Malaysian Open ·
 Volvo China Open ·
 The Championship at Laguna National ·
 Madeira Islands Open ·
 Open de España ·
 BMW PGA Championship ·
 Nordea Masters ·
 Lyoness Open ·
 US Open ·
 Iers Open ·
 BMW International Open ·
 Open de France ·
 Scottish Open ·
 The Open Championship ·
 M2M Russian Open ·
 WGC-Bridgestone Invitational ·
 US PGA Championship ·
 Made in Denmark ·
 D+D Real Czech Masters ·
 Italiaans Open ·
 European Masters ·
 KLM Open ·
 Wales Open ·
 Ryder Cup ·
 Alfred Dunhill Links Championship ·
 Portugal Masters ·
 Volvo World Match Play Championship ·
 Perth International ·
 BMW Masters ·
 WGC-HSBC Champions ·
 Turks Open ·
 Dubai World Championship
1990 ·
1991 ·
1992 ·
1993 ·
1994 ·
1995 ·
1996 ·
1997 ·
1998 ·
1999 ·
2000 ·
2001 ·
2002 ·
2003 ·
2004 ·
2005 ·
2006 ·
2007 ·
2008 ·
2009 ·
2010 ·
2011 ·
2012 ·
2013 ·
2014